# Scaphoideus widesternanus
Scaphoideus widesternanus är en insektsart som beskrevs av Li och Wang 2002. Scaphoideus widesternanus ingår i släktet Scaphoideus och familjen dvärgstritar. Inga underarter finns listade i Catalogue of Life.